# Davide Morosinotto

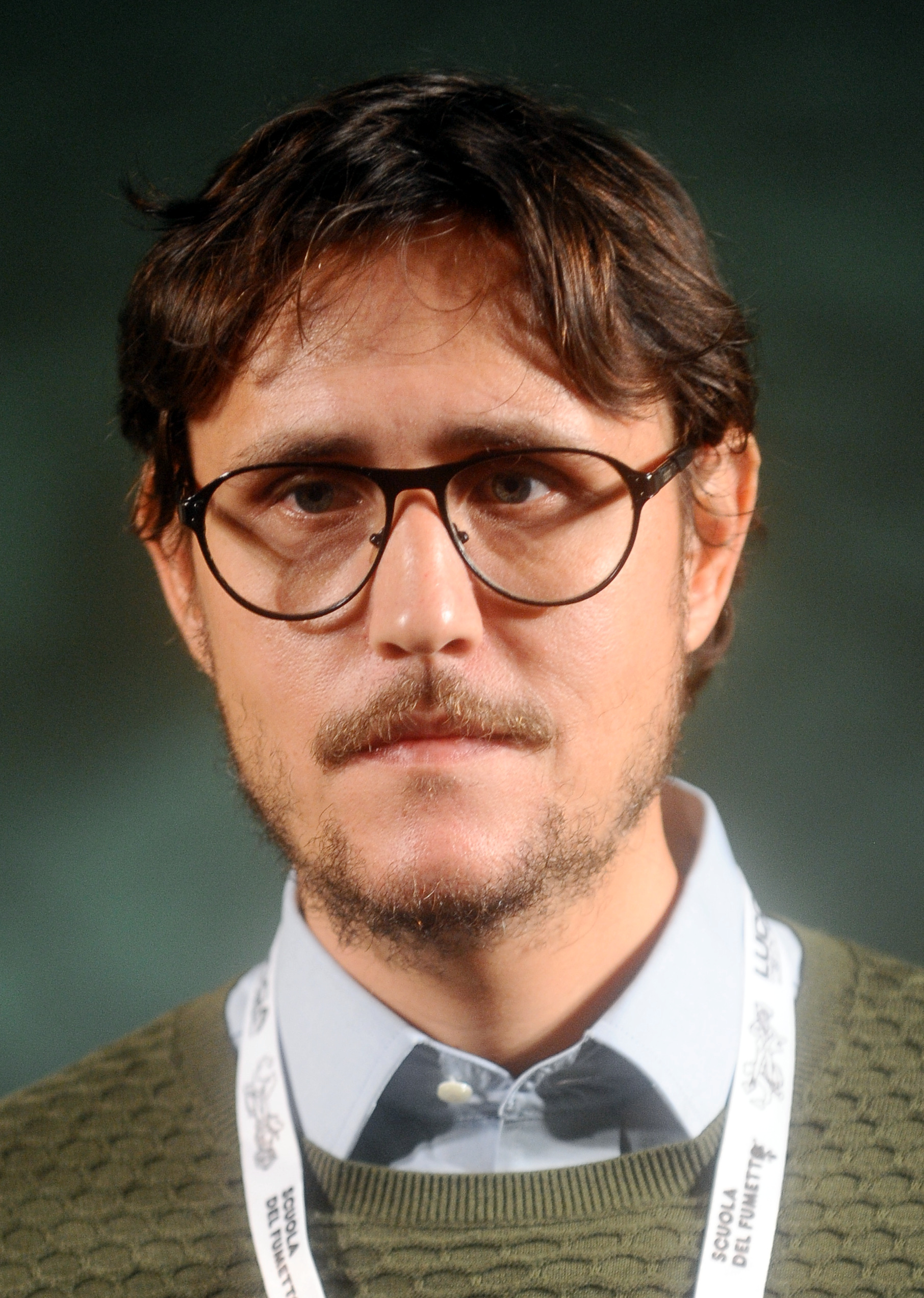
Davide Morosinotto a Lucca Comics & Games 2018

Davide Morosinotto (Camposampiero, 17 marzo 1980) è uno scrittore, traduttore e giornalista italiano, nonché autore di numerosi romanzi per ragazzi, tra cui Il rinomato catalogo Walker & Dawn (vincitore del premio Frignano Ragazzi 2016 e il Premio Andersen 2017 come "Miglior Libro Sopra i 12 Anni").

## Biografia
Nato a Camposampiero nel 1980, Morosinotto è cresciuto nella vicina città di Este. Si è laureato in Scienze della comunicazione con una tesi in semiotica sullo scrittore statunitense Philip Kindred Dick, presso l’Alma Mater Studiorum Università di Bologna, in Emilia Romagna. 
Nel 1997 è stato uno dei cinque finalisti del premio Campiello Giovani con il racconto L’amico del figlio, mentre nel 2004 è arrivato in finale al premio Urania per le opere di fantascienza. Nel 2007 gli è stato assegnato il Mondadori Junior Award per il romanzo La corsa della bilancia, edito da Mondadori.
Nella sua carriera ha utilizzato diversi pseudonimi, collaborando con altri scrittori italiani tra cui Pierdomenico Baccalario e Alessandro Gatti. Ha pubblicato circa trenta romanzi con i principali editori italiani (come Mondadori, Piemme, Fanucci e Edizioni EL), e molti dei suoi lavori sono stati tradotti in oltre 14 lingue.
Insieme a Teo Benedetti, nel 2016, ha pubblicato Cyberbulli al tappeto, un manuale sul corretto uso dei social network per prevenire il fenomeno negativo del cyberbullismo.
Il suo romanzo Il rinomato catalogo Walker & Dawn, uscito in Italia per Mondadori, ha ricevuto il premio Frignano Ragazzi 2016 il premio Gigante delle Langhe 2017 e il Premio Andersen 2017 come "Miglior libro oltre i 12 anni" ed è stato venduto in diversi paesi, tra cui la Germania.

## Opere
- La corsa della bilancia, Mondadori, Milano, 2009. ISBN 978-88-04-58491-9
- La notte dei biplani, Fanucci, Roma, 2011. ISBN 978-88-347-1748-6
- Maydala Express (con Pierdomenico Baccalario), Piemme, Milano, 2011. ISBN 978-88-566-1749-8
- Il libero regno dei ragazzi, Einaudi ragazzi, San Dorligo della Valle, 2011. ISBN 978-88-7926-913-1
- La scuola viaggiante, Einaudi Ragazzi, San Dorligo della Valle, 2013. ISBN 978-88-6656-048-7
- Il rinomato catalogo Walker & Dawn, Mondadori, Milano, 2016 ISBN 978-88-04-66093-4
- La sfolgorante luce di due stelle rosse: il caso dei quaderni di Viktor e Nadya, Milano, Mondadori, 2017. ISBN 978-88-04-68367-4
- Zagor, Milano, Sergio Bonelli Editore, 2018. ISBN 978-8869612855
- THE GAME, (con Lucia Vaccarino), Milano, Mondadori, 2018. ISBN 978-88-04-68703-0
- Il fiore perduto dello sciamano di K, Milano, Mondadori, 2019, ISBN 978-88-047-1952-6
- Voi (con Nicolas Pitz), Milano, Rizzoli, 2019. ISBN 978-8817118989
- La più grande, Milano, Rizzoli, 2020. ISBN 978-88-171-4922-8
- L' ultimo cacciatore (con illustrazioni di illustrazioni di Fabio Visintin), Milano, Mondadori, 2021. ISBN 978-8804744993
- Il grande colpo di Crimson City (con Pierdomenico Baccalario), Milano, Salani, 2023. ISBN 978-88-310-0390-2
- Il mio gatto ha visto l'assassino. Ossigeno, Mondadori, 2024. ISBN 978-88-04-79217-8

### Temporali
Due volumi nei quali viene narrata la stessa storia ma con due linee temporali diametralmente opposte: in un libro (Temporali intreccio) sono presenti parecchi flashback e flashforward, mentre nell'altro (Temporali fabula) gli eventi vengon narrati secondo l'ordine cronologico.
- Temporali intreccio, Monselice, Camelozampa, 2022. ISBN 979-1280014733
- Temporali fabula, Monselice, Camelozampa, 2022. ISBN 979-1280014924

### Racconti
- Gli spettri di Biscutti Fabrica, in Zoya Barontini, Cronache dalla polvere, Milano, Bompiani, 2019. ISBN 978-88-301-0022-0

### Code Lyoko
Serie di romanzi per ragazzi, pubblicata da Piemme ne Il Battello a Vapore, firmata con lo pseudonimo Jeremy Belpois
- Il castello sotterraneo, 2009. ISBN 978-88-566-0419-1
- La città senza nome, 2009. ISBN 978-88-566-0513-6
- Il ritorno della fenice, 2010. ISBN 978-88-566-0514-3
- L'esercito del nulla, 2010. ISBN 978-88-566-0515-0

### Skyland
Serie di romanzi per ragazzi, pubblicata da Piemme, firmata con lo pseudonimo David Carlyle
- Isole nel vento, 2009. ISBN 978-88-566-1004-8
- La nave delle tempeste, 2010. ISBN 978-88-566-1021-5
- La guerra dell'acqua, 2011. ISBN 978-88-566-1022-2

### Le tre principesse
Serie di romanzi per ragazzi pubblicata da Fanucci
- La quercia addormentata, 2012. ISBN 978-88-347-1843-8
- Il cuore della regina, 2013. ISBN 978-88-347-2049-3

### Dentiere Spaziali
Serie di romanzi per ragazzi in collaborazione con Pierdomenico Baccalario e Sarah Rossi, sotto lo pseudonimo comune di Jonathan Spock, pubblicata da Piemme ne Il Battello a Vapore
- Un'astronave in cantina, 2012. ISBN 978-88-566-1877-8
- Cosmononni in orbita, 2012. ISBN 978-88-566-1878-5
- Sbarco alieno a Calamity Town!, 2012. ISBN 978-88-566-1879-2
- Agente zero zero alien, 2013. ISBN 978-88-566-1880-8
- L'invasione delle ultrazanzare, 2013. ISBN 978-88-566-1881-5

### Le repubbliche aeronautiche
Serie di romanzi per ragazzi pubblicata da Piemme ne Il Battello a Vapore
- In fuga da Venezia, 2012. ISBN 978-88-566-2470-0
- La guardia della Mezzaluna, 2013. ISBN 978-88-566-3172-2
- La bussola degli incanti, 2013. ISBN 978-88-566-3173-9
- Guerra nel Mar di Nuvola, 2014. ISBN 978-88-566-3174-6

### Misteri coi baffi
Serie di romanzi per ragazzi, in collaborazione con Alessandro Gatti, pubblicata da Piemme ne Il Battello a Vapore
- Misteri coi baffi Vol. 1. Chi ha rapito il re dei fornelli? - (2013) (Trad. spagnola di Xavier Solsona: Qui ha raptat el rei de la cuina?, Barcellona, La Galera, 2014. ISBN 978-84-246-5097-1)

- Misteri coi baffi Vol. 2. Un ladro... gentilmicio - (2013) (Trad. spagnola di Xavier Solsona: Un lladre molt felí, Barcellona, La Galera, 2014. ISBN 978-84-246-5098-8)

- Misteri coi baffi Vol. 3. Chi ha rubato il gatto d'oro? - (2013)

- Misteri coi baffi Vol. 4. Chi ha incastrato Jean Moustache? - (2014)
- Misteri coi baffi Vol. 5. Lo strano caso delle salsicce scomparse - (2014)
- Misteri coi baffi Vol. 6. Grande colpo alla banca di Parigi - (2014)

### I Classicini
Romanzi classici rivisitati da autori moderni, pubblicati da Edizioni EL
- Moby Dick, San Dorligo della Valle, Edizioni EL, 2013. ISBN 978-88-477-3026-7
- Ventimila leghe sotto i mari, San Dorligo della Valle, Edizioni EL, 2014. ISBN 978-88-477-3078-6
- Il Corsaro Nero, San Dorligo della Valle, Edizioni EL, 2014. ISBN 978-88-477-3161-5
- Canto di Natale, San Dorligo della Valle, Edizioni EL
- La Legge della Giungla. La vera storia di Bagheera, Piemme, 2016, ISBN 978-8856656237

### The Academy
Serie di romanzi per ragazzi in collaborazione con Pierdomenico Baccalario, sotto lo pseudonimo comune di Amelia Drake, pubblicata da Rizzoli
- The Academy. Libro primo, 2015. ISBN 978-88-17-08122-1
- The Academy. Libro secondo, 2015. ISBN 978-88-17-08390-4
- The Academy. Libro Terzo, 2016.
- The Academy. Libro Quarto, 2018.

### Nemo
Serie di romanzi per ragazzi, pubblicata da Rizzoli
- Nemo. Il ragazzo senza nome, 2015.
- Nemo. Il gigante di pietra, 2016.
- Nemo. L'isola in fondo al mare, 2016.

### La Saga dei Da Mar
Serie di romanzi per ragazzi, pubblicata da Mondadori
- Il figlio del mare (con illustrazioni di Lucrezia Buganè), 2022. ISBN 9788804770671
- La ladra del vento (con illustrazioni di Lucrezia Buganè), 2023. ISBN 9788804781592

### Non-Fiction
- Cyberbulli al tappeto. Piccolo manuale per l’uso dei social (con Teo Benedetti), Trieste, 2016. ISBN 978-88-7307-767-1
- Video Games: Piccolo manuale per videogiocatori con Samuele Perseo (autore) e Marta Barone (illustratore), 2017. ISBN 978-8873078654